# Cerdistus erythruroides
Cerdistus erythruroides är en tvåvingeart som beskrevs av Oskar Theodor 1980. Cerdistus erythruroides ingår i släktet Cerdistus och familjen rovflugor.
Artens utbredningsområde är Israel. Inga underarter finns listade i Catalogue of Life.